# Gyrostemon sessilis
Gyrostemon sessilis är en tvåhjärtbladig växtart som beskrevs av Alexander Segger George. Gyrostemon sessilis ingår i släktet Gyrostemon och familjen Gyrostemonaceae. Inga underarter finns listade i Catalogue of Life.